# خوتون (شعب)
شعب خوتون أو كوتونغ هم مجموعة عرقية تركية سابقًا ، وهي الآن مجموعة عرقية مغولية في منغوليا (الخارجية) ومنغوليا الداخلية .  يعيش معظم سكان منغوليا في مقاطعة أوفس، وخاصة في تاريلان ونارانبولاغ وأولانغوم ، في حين يتركز كوتونغ من منغوليا الداخلية في رابطة ألكسا. بينما تحدَّث الخوتونيون لغة خوتونية تركية حتى القرن التاسع عشر، فإنَّ الأغلبية تتحدث الآن بلهجة دوربت من لغة الأويرات .  غالبًا ما يتجنب الخوتون الثقافة المكتوبة بالمنغولية السائدة .  كان هناك رسميًا حوالي 6100 خوتون في عام 1989.  وفقًا للموسوعة الروسية الكبرى ، فإنَّ شعب الخوتون الحديث هم جزء من المغول - مجموعة من الشعوب التي تتحدث اللغات المنغولية ".

## التاريخ والثقافة
كان الخوتون أو الخوتونغ أو الكوتونغ في الأصل مصطلحًا مغوليًا يشير إلى شعب الأويغور والهوي المسلمين، أو المسلمين الناطقين باللغة الصينية.
استقر الأويرات في منغوليا عندما غزا الأويرات شينجيانغ وأخذوا أسلافهم الذين كانوا يسكنون المدينة إلى منغوليا. وفقًا لنسخة أخرى، فقد استقروا في منغوليا بعد عام 1753، عندما استسلم زعيمهم، أمير دوربت تسيرين أوباشي، إلى أسرة تشينغ .  وفقًا لبعض العلماء، فإنَّ الخوتون هم من الأويغور المغول نتيجة لذلك.
على عكس معظم المنغوليين، يتبع الخوتون شكلاً توفيقيًا من الإسلام يتضمن عناصر بوذية وتقليدية (مثل التنغريسم ).  يتجنبون تقليديًا التزاوج مع المجموعات العرقية الأخرى.

## اللغة
تحدث الخوتون في الأصل باللغة التركية . تم التحدث بها حتى القرن التاسع عشر.  بمجرد استقرارهم في منغوليا، اعتمد آل خوتون لهجة دوربت أو لهجة أويرات الشمالية.